# داده (رایانش)

انواع مختلفی از Dādānhā که می‌توانند از طریق دستگاه کامپیوتری قابل مشاهده باشند

در علم رایانه، Dādān (به انگلیسی: Data) (به صورت مفرد، جمع، یا به عنوان یک اسم جرم) هر دنباله‌ای از یک یا چند نماد است. Datum یک نماد واحد از داده‌ها است. داده‌ها برای تبدیل شدن به اطلاعات نیاز به تفسیر دارند. داده‌های دیجیتال، داده‌هایی است که با استفاده از سیستم عدد باینری یک‌ها (۱) و صفرها (۰) به جای نمایش آنالوگ نمایش داده می‌شوند. در سیستم‌های کامپیوتری مدرن (پس از سال 1960)، تمام داده‌ها دیجیتال هستند.
Dādānhā  در سه حالت وجود دارند: داده در حالت استراحت، داده در حال انتقال و داده در حال استفاده. داده‌های درون یک کامپیوتر، در بیشتر موارد، بصورت داده‌های موازی حرکت می‌کند. داده‌هایی که به یا از یک کامپیوتر در حال حرکت هستند، در بیشتر موارد به صورت داده سریال حرکت می‌کنند. داده‌های منبع شده از یک دستگاه آنالوگ، مانند سنسور دما، ممکن است با استفاده از مبدل آنالوگ به دیجیتال، به دیجیتال تبدیل شود. داده‌هایی که نشان دهنده مقادیر، کاراکترها یا نمادهایی هستند که عملیات بر روی آنها توسط رایانه انجام می‌شود، در رسانه‌های مغناطیسی، نوری، الکترونیکی یا مکانیکی ذخیره و ضبط می‌شوند و به شکل سیگنال‌های الکتریکی یا نوری دیجیتال ارسال می‌شوند.  داده‌ها از طریق دستگاه‌های جانبی وارد و خارج از رایانه می‌شوند.

## Dādānhā و برنامه‌ها
اصولاً، رایانه‌ها دستورالعمل‌هایی که به آن‌ها داده شده دنبال می‌کنند. مجموعه‌ای از دستورالعمل‌ها برای اجرای یک وظیفه (یا وظایف) معلوم «برنامه» نامیده می‌شود.داده‌ها به عنوان ورودی برنامه در رایانه شناخته می‌شوند که از طریق دستگاه‌های جانبی مانند صفحه کلید، اسکنر، موس، دوربین و … به رایانه منتقل می‌شوند.
برای مثال، زمانی که شما از طریق دستگاه اسکنر یک عکس را اسکن می‌کنید، تصویر اسکن شده توسط پویشگر به صورت باینری به رایانه انتقال می‌یابد در اینجا تصویر اسکن شده به عنوان داده شناخته می‌شود. در آن طرف، «برنامه» اسکنر داخل رایانه اطلاعات باینری را دریافت کرده و پس از پردازش به صورت عکس به شما نمایش می‌دهد
مرز میان برنامه و داده می‌تواندمبهم شود. برای مثال یک مفسر، یک برنامه است. داده ورودی به یک مفسر نیز با اینکه خودش یک برنامه است، اما برنامه‌ای که در زبان بومی ماشین بیان شود، نیست. در بسیاری از موارد، برنامه تفسیر شده یک پرونده متنی خواندنی توسط انسان خواهد بودکه با یک ویرایشگر متنی دستکاری می‌شود، که معمولاً با متون پلین همراه است. به شکل مشابه، متابرنامه‌نویسی حاوی برنامه‌هایی است که دیگر برنامه‌ها را به شکل داده دستکاری می‌کند. همچنین، برای برنامه‌هایی همچون کامپایلرها، لینکرها، دیباگرها، به روزرسان‌های برنامه وغیره، ممکن است دیگر برنامه هابه عنوان داده عمل کنند. ویژه‌ترین مورد، کدهای خوداصلاح است که خودشان را تغییر می‌دهند.